# Word clock

Le word clock (parfois abrégé WC) est un signal d'horloge employé en audio professionnel pour synchroniser des équipements interconnectés via des liaisons audionumériques. Il est généralement produit par un périphérique maître possédant une horloge très stable pour être fourni à tous les périphériques esclaves.
Le nom word clock vient du fait que le signal rythme la transmission de chaque échantillon audio, un échantillon étant assimilé à un mot binaire (word).

## Fonctionnement
Lorsqu'un appareil maître est défini, il fournit l'horloge aux équipements esclaves. Les équipements ainsi asservis fonctionneront non-plus au rythme de leur horloge interne mais au rythme du signal word clock reçu. Ainsi, l'ensemble du système fonctionnant au même rythme, on limite le risque d'erreur de réception d'échantillons pouvant occasionner des pertes de données qui se traduisent généralement par des artefacts ou « click audio ».
Cependant pour offrir de bonnes performances, il est important de disposer d'une source d'horloge stable c'est-à-dire présentant une faible gigue, ainsi que de câbles de bonne qualité.

## Spécifications
Le word clock n'est défini par aucun standard. Cependant, la recommandation AES11 qui traite de la synchronisation des équipements audionumériques, donne en Annexe B les spécifications du word clock adoptées par la majorité des fabricants,.
Le word clock est caractérisé par un signal carré, de fréquence identique à la fréquence d'échantillonnage du signal audio. Le signal reçu doit respecter les niveaux TTL, avec une amplitude pour un niveau logique bas ne devant pas excéder 0,4 V et un niveau logique haut supérieur à 2,4 V.
Le signal doit être véhiculé sur un câble coaxial d'impédance 75 Ω (typiquement sur des connecteurs BNC), permettant ainsi grâce à une seule sortie de l'équipement maître de synchroniser plusieurs équipement en série, à condition de terminer la liaison avec une résistance de terminaison. Sur certains équipements, cette résistance est intégrée au boîtier et s'active par un commutateur.